# پارک دایره‌ای
پارک دایره‌ای (ارمنی: Օղակաձեւ Զբոսայգի) که با نام پارک جوانان نیز شناخته می‌شود یک پارک عمومی در ناحیه کنترون، ایروان پایتخت ارمنستان می‌باشد. این پارک از کلیسای جامع سنت گریگور روشنگر در جنوب خیابان تیگران کبیر آغاز می‌گردد و در داخل دریاچه Poplavok در شمال در نزدیکی خیابان ماشتوتس به پایان می‌رسد. پارک دایره‌ای در امتداد خیابان‌های خانجیان، یرواند کوچار، آلکس مانوکیان، و ایشخانیان گسترش یافته‌است. پارک نیم دایره‌ای شکل بخش غربی مرکز خرید ایروان را شکل داده است. این پارک طول تقریبی ۲۵۰۰ متر و عرض متوسط ۱۲۰ متر دارد.

## زیربناهای مشهور در داخل پارک
بسیاری آثار هنری از جمله مجسمه‌های از الکساندر گریبایدوف، آندرانیک اوزانیان، وارتان مامیکونیان، یقیشه چارنتس، تیگران پتروسیان، میکائیل نالباندیان، آرمن تیگرانیان، فریتیوف نانسن، آوتیک ایساهاکیان، واهان دریان در پارک نصب شده است.
پیاده‌روی نیکوکاران پارک در اکتبر ۲۰۱۲ افتتاح شد و مجسمه شش تن از نیکوکاران ارمنی در آن نصب گردید: بوغوس نوبار، آلکساندر مانتاشف، آلکس مانوکیان، گالوست گلبنکیان، میکائل آرامیانتس و هوهانس غازاریان
ساختمان‌ها و سازه‌های داخل پارک عبارتنداز:
- کلیسای جامع سنت گریگور روشنگر
- مرکز فرهنگی تکینا
- خانه شطرنج تیگران پتروسیان
- باشگاه تنیس دانشگاه دولتی ایروان
- Komitas Chamber Music House
- ایستگاه متروی یریتاسارداکان
- دریاچه پوپلاوُک و کافت آراگاست
- هرم‌سنگ یادبود نمسیس

از سال ۲۰۱۳ یک مجموعه ورزشی محصور در داخل پارک در حال ساخت است.

## نگارخانه

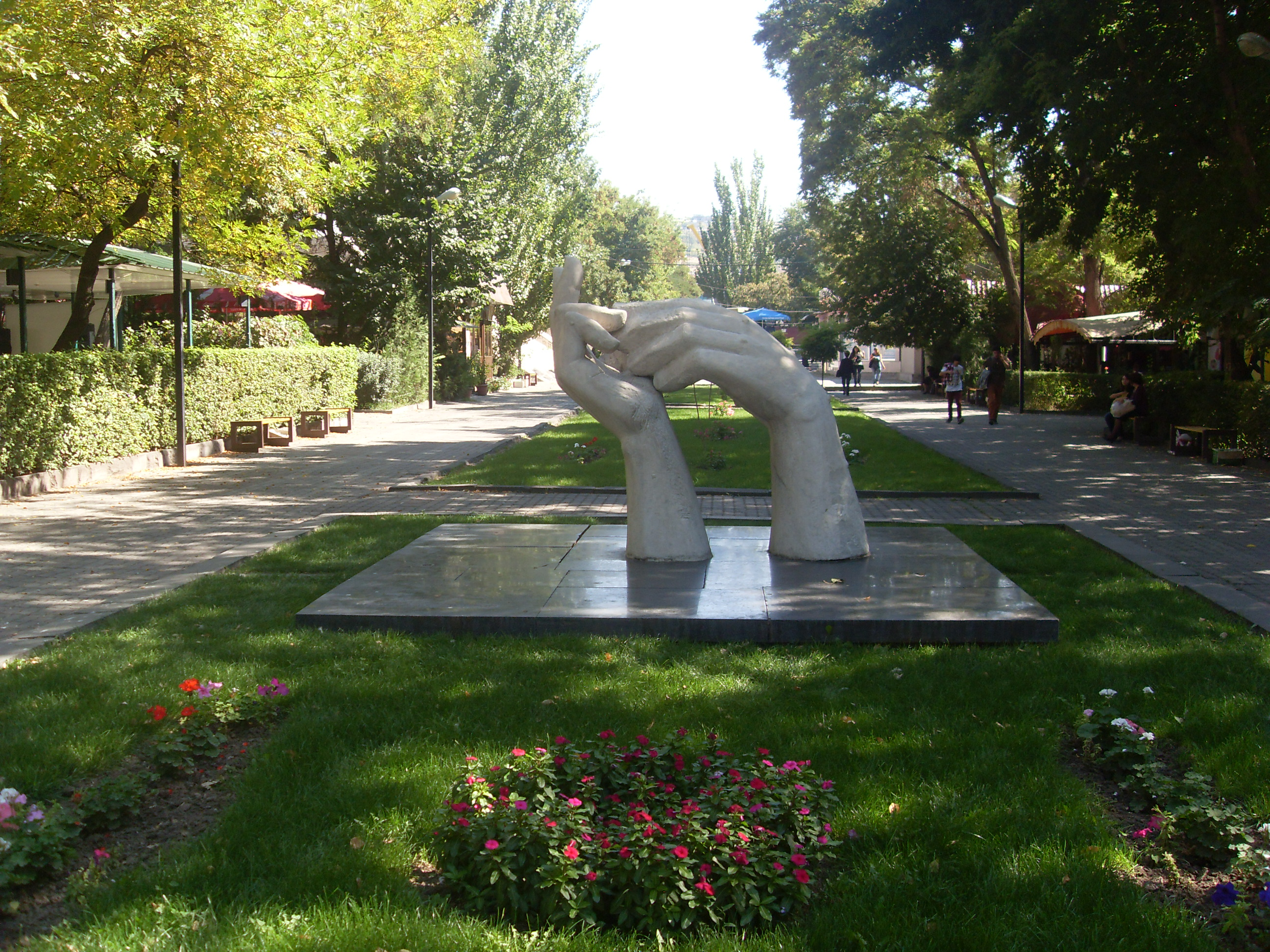
دست‌های دوستی از کارارا تا ایروان
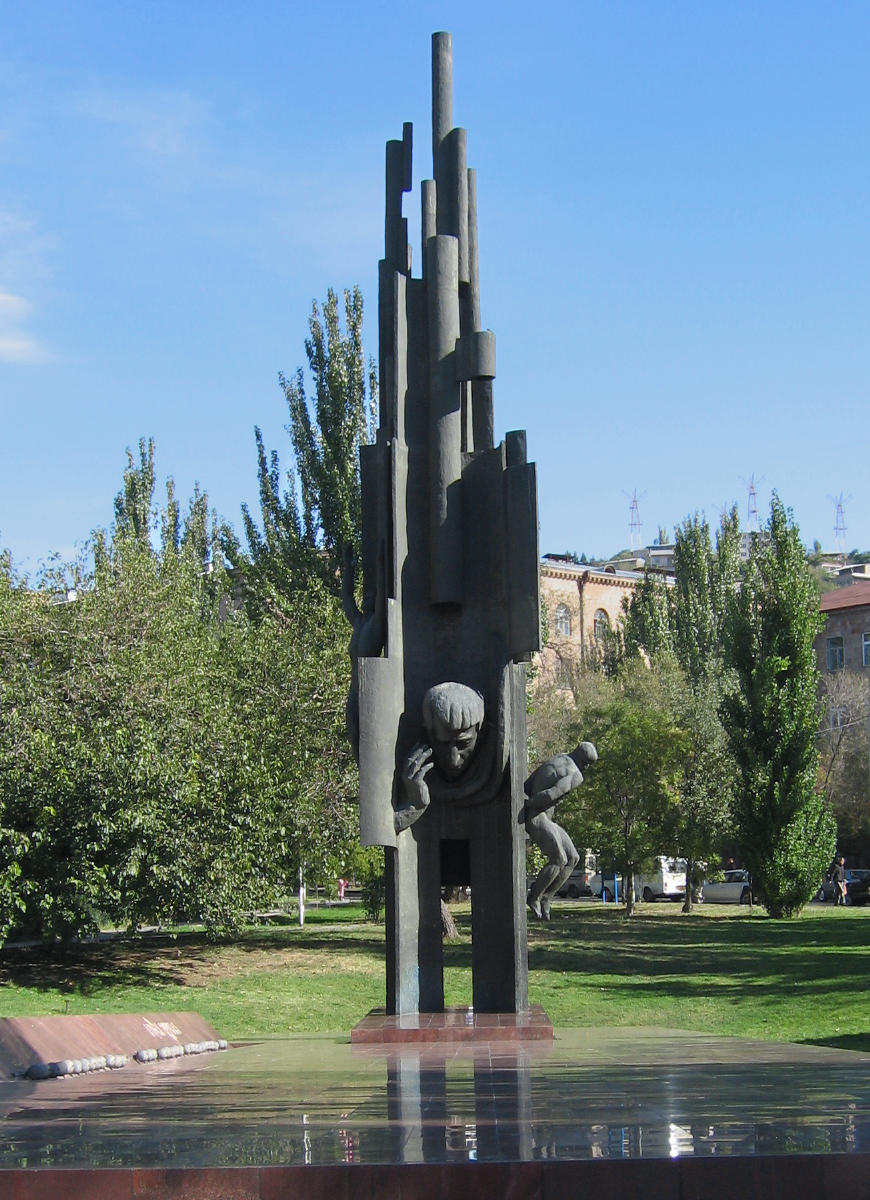
مجسمه یادبود یقیشه چارنتس در پارک دایره‌ای
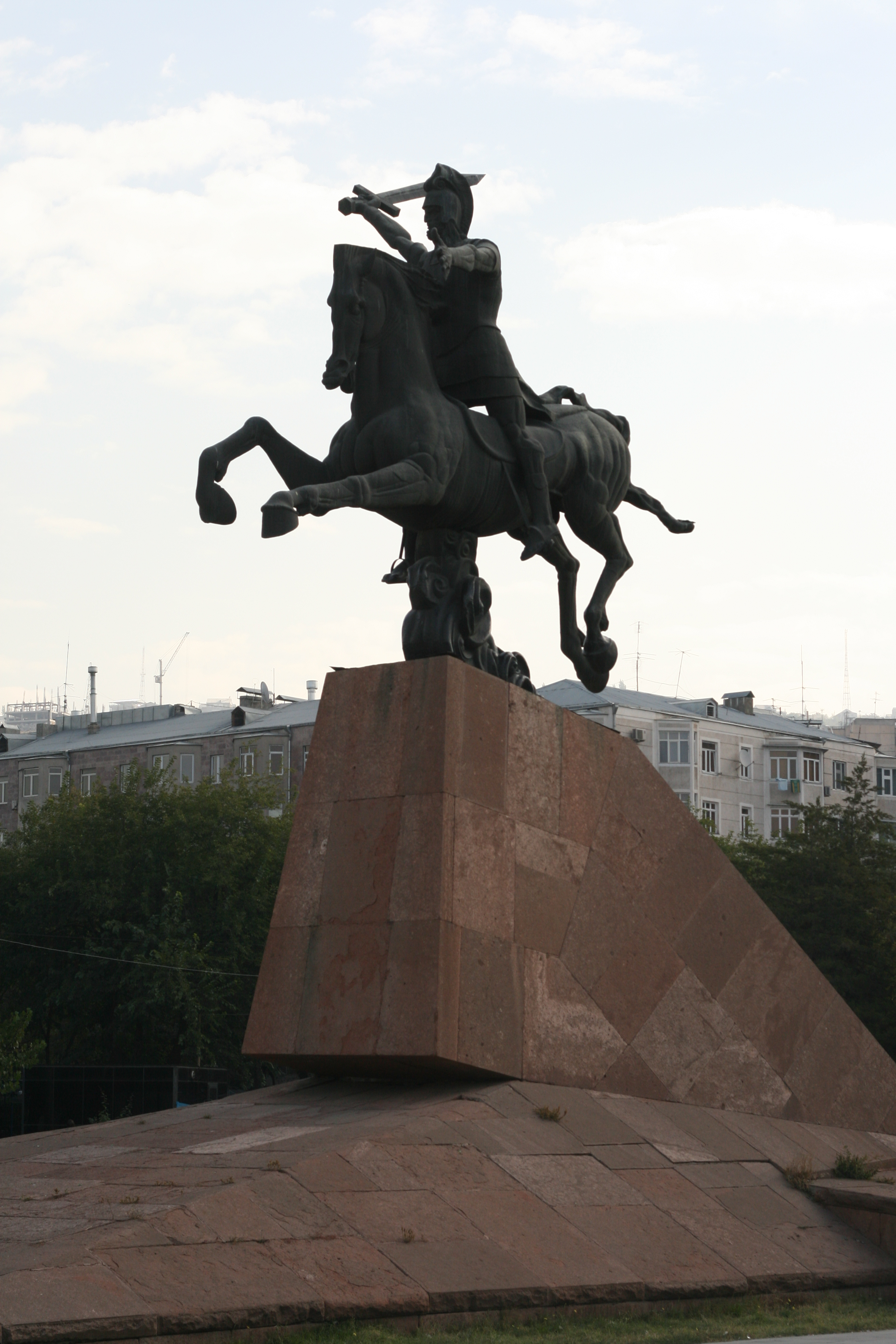
مجسمه وارتان مامیکونیان
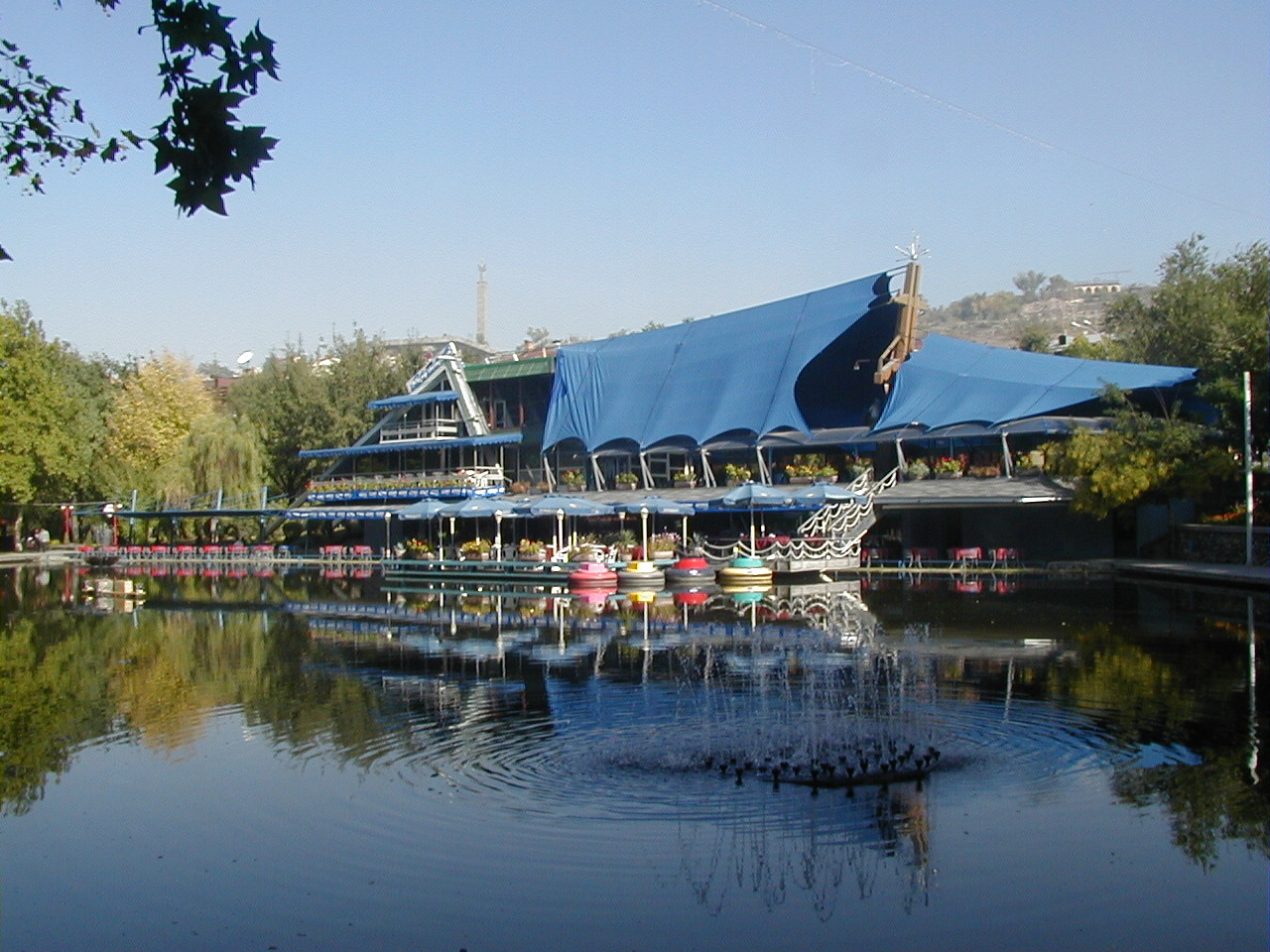
دریاچه پوپلاوُک و کافت آراگاست
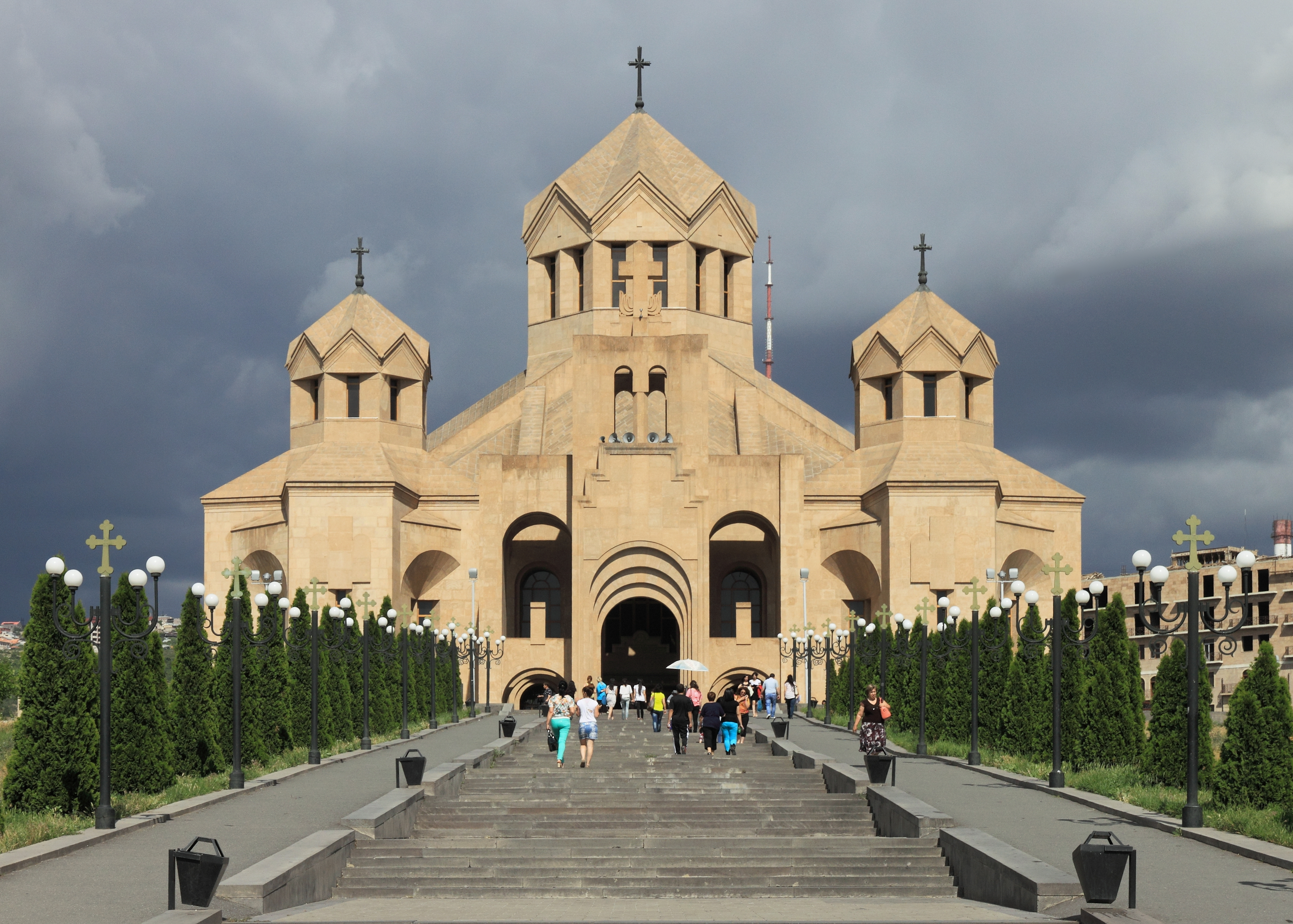
کلیسای جامع سنت گریگور روشنگر
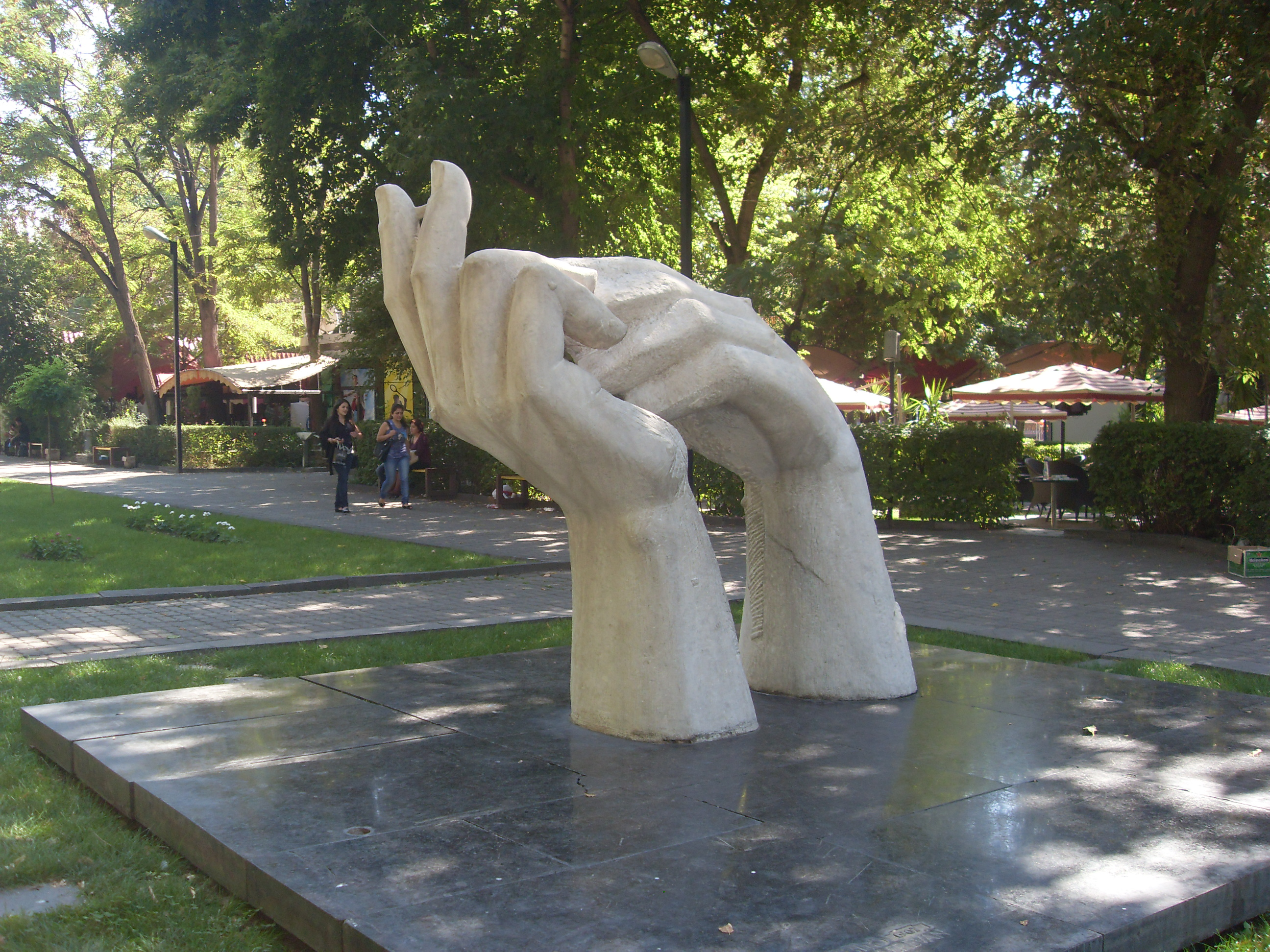
مجسمه «دست‌های دوستی»
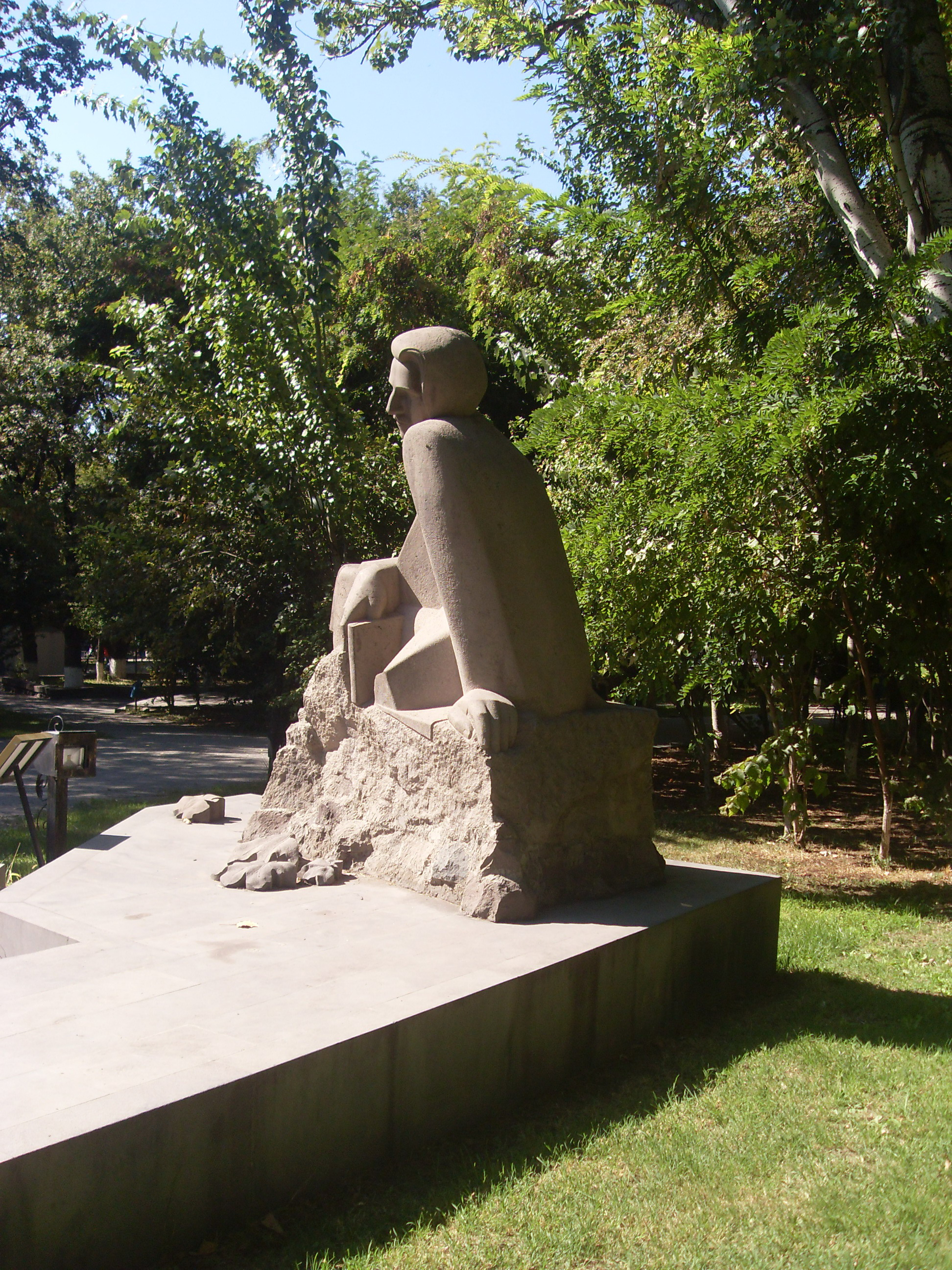
مجسمه یادبود واهان دریات
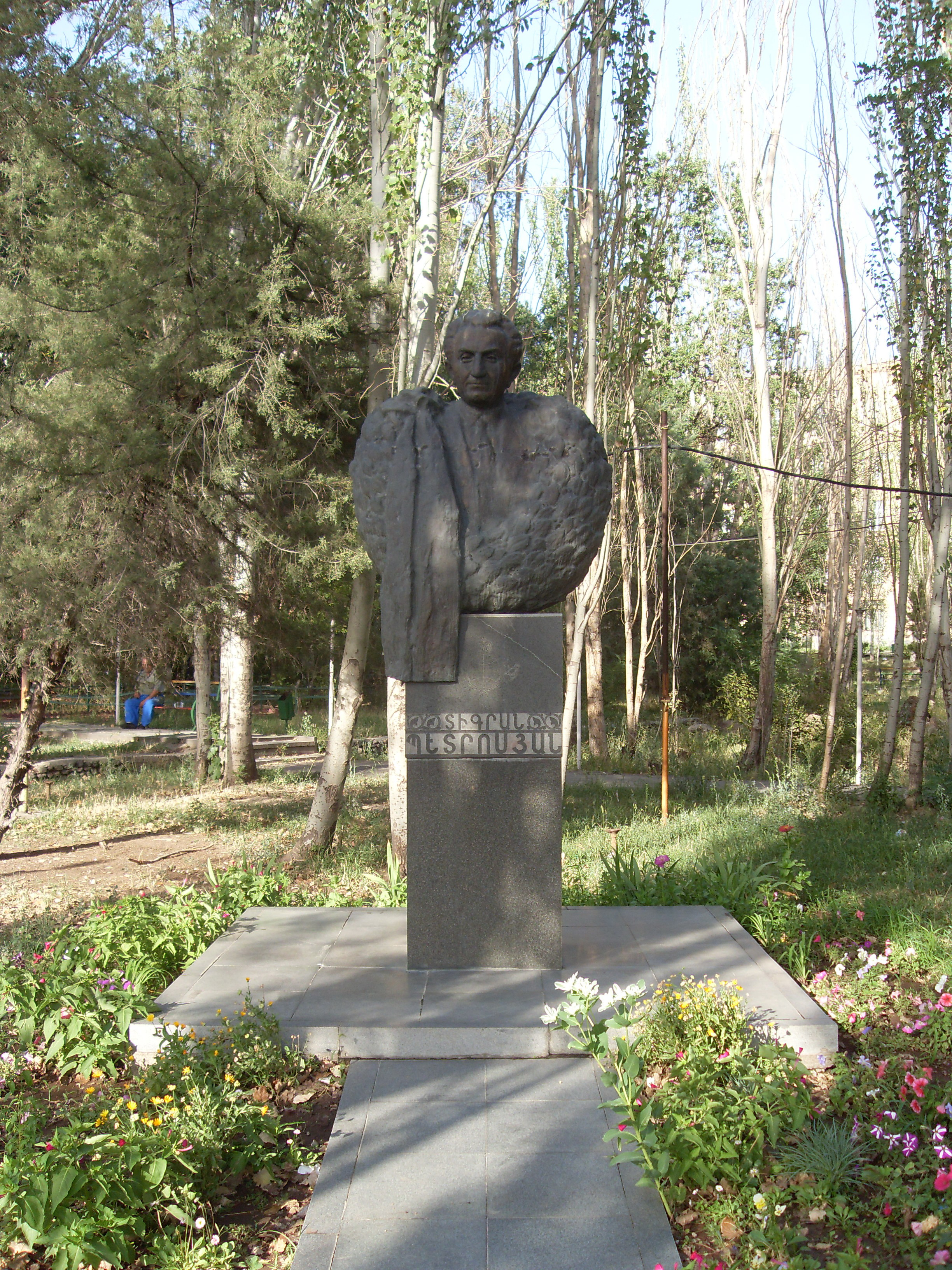
مجسمه یادبود تیگران پتروسیان
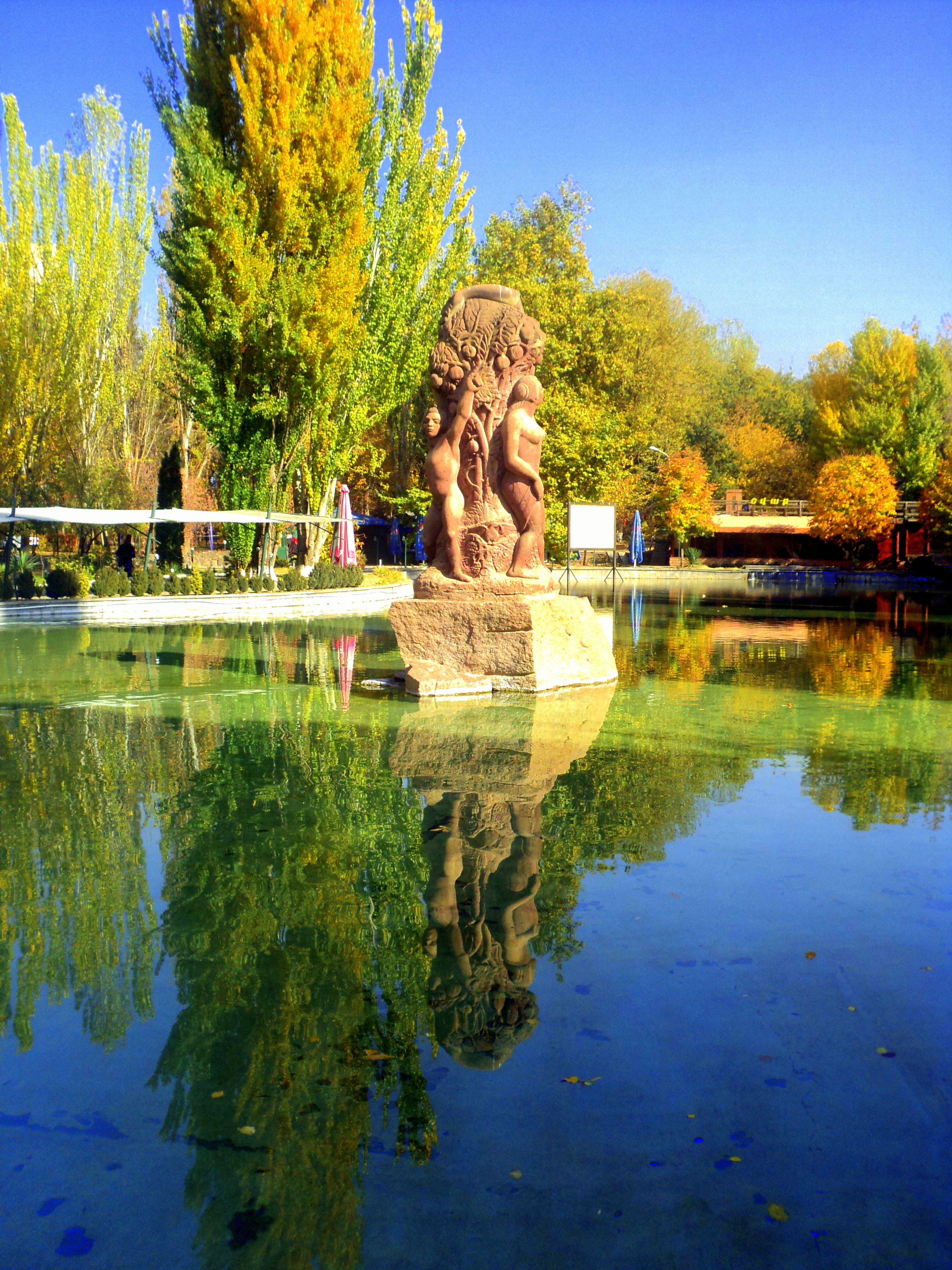
«Վերածնված Հայաստան» քանդակ
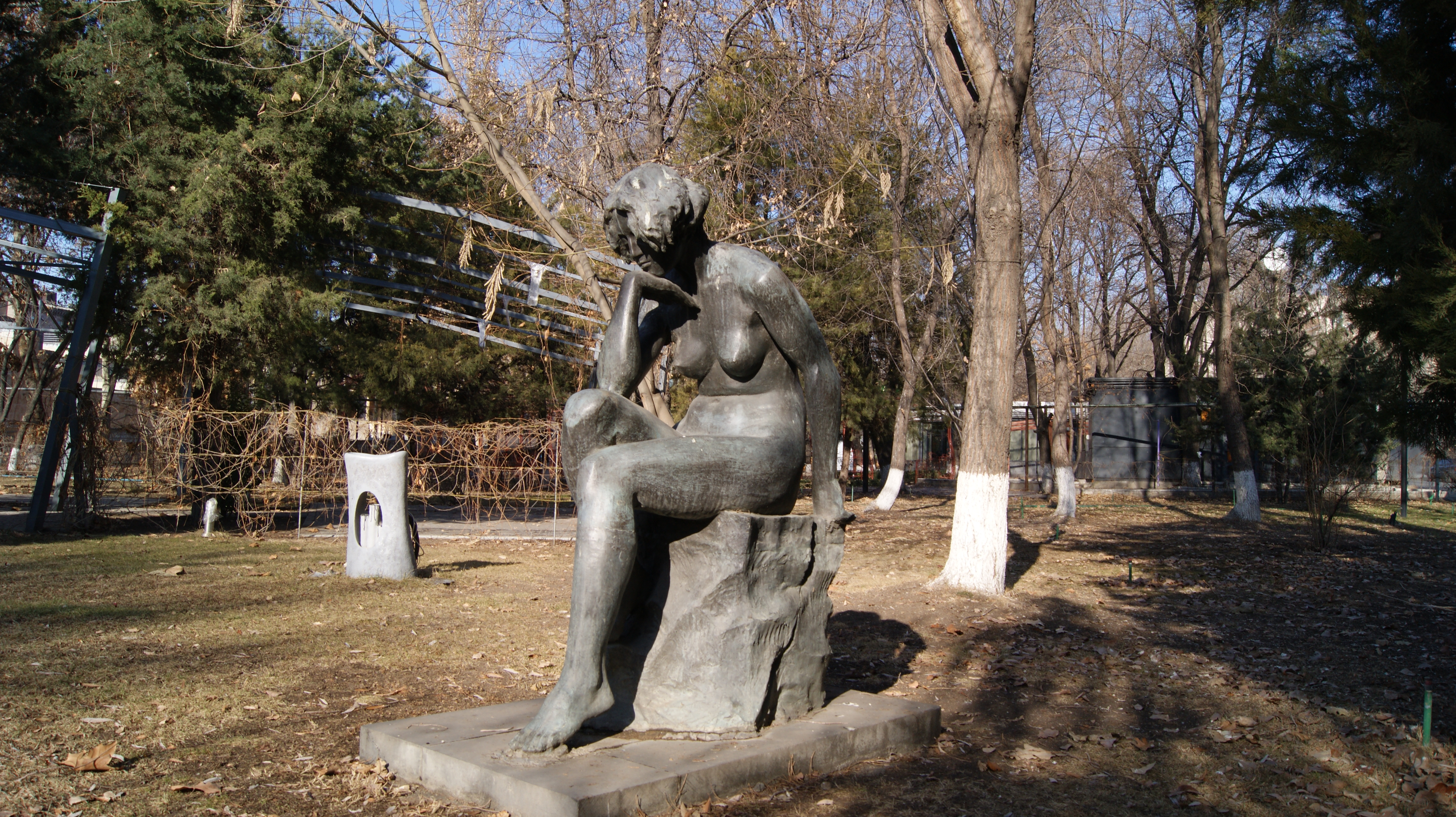
«Սպասում» քանդակ
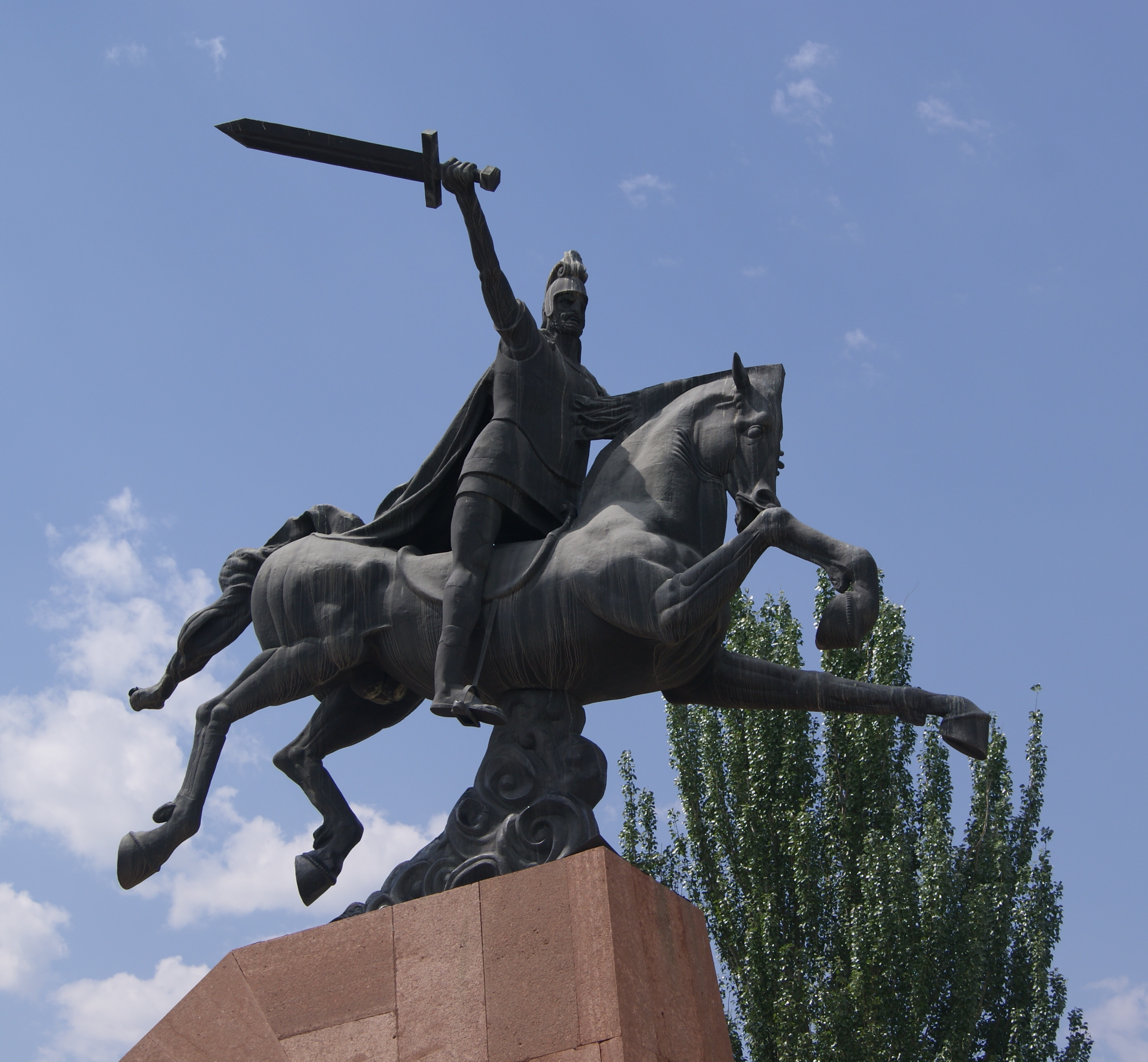
مجسمه یادبود وارتان مامیکونیان
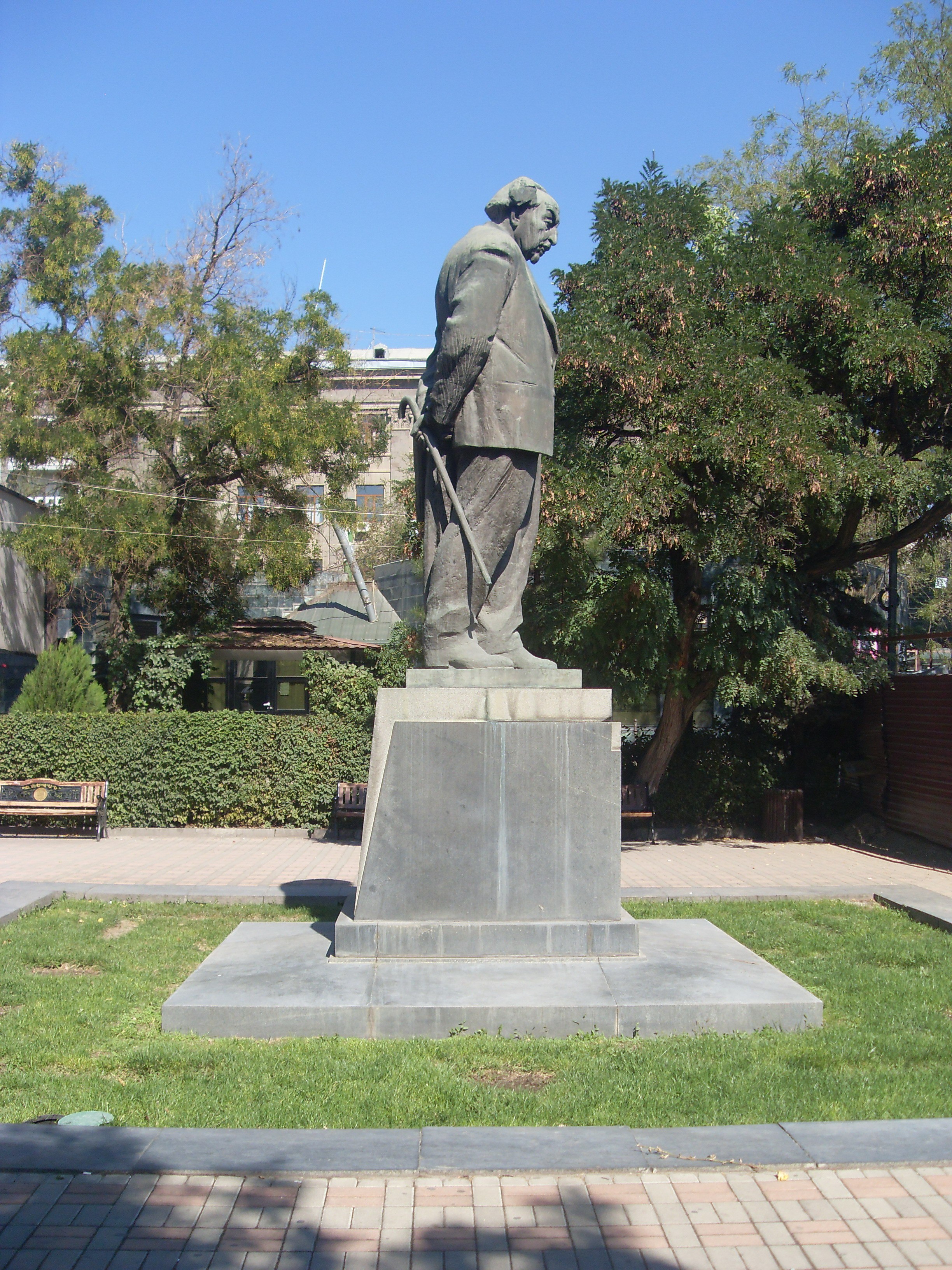
مجسمه یادبود آوتیک ایساهاکیان
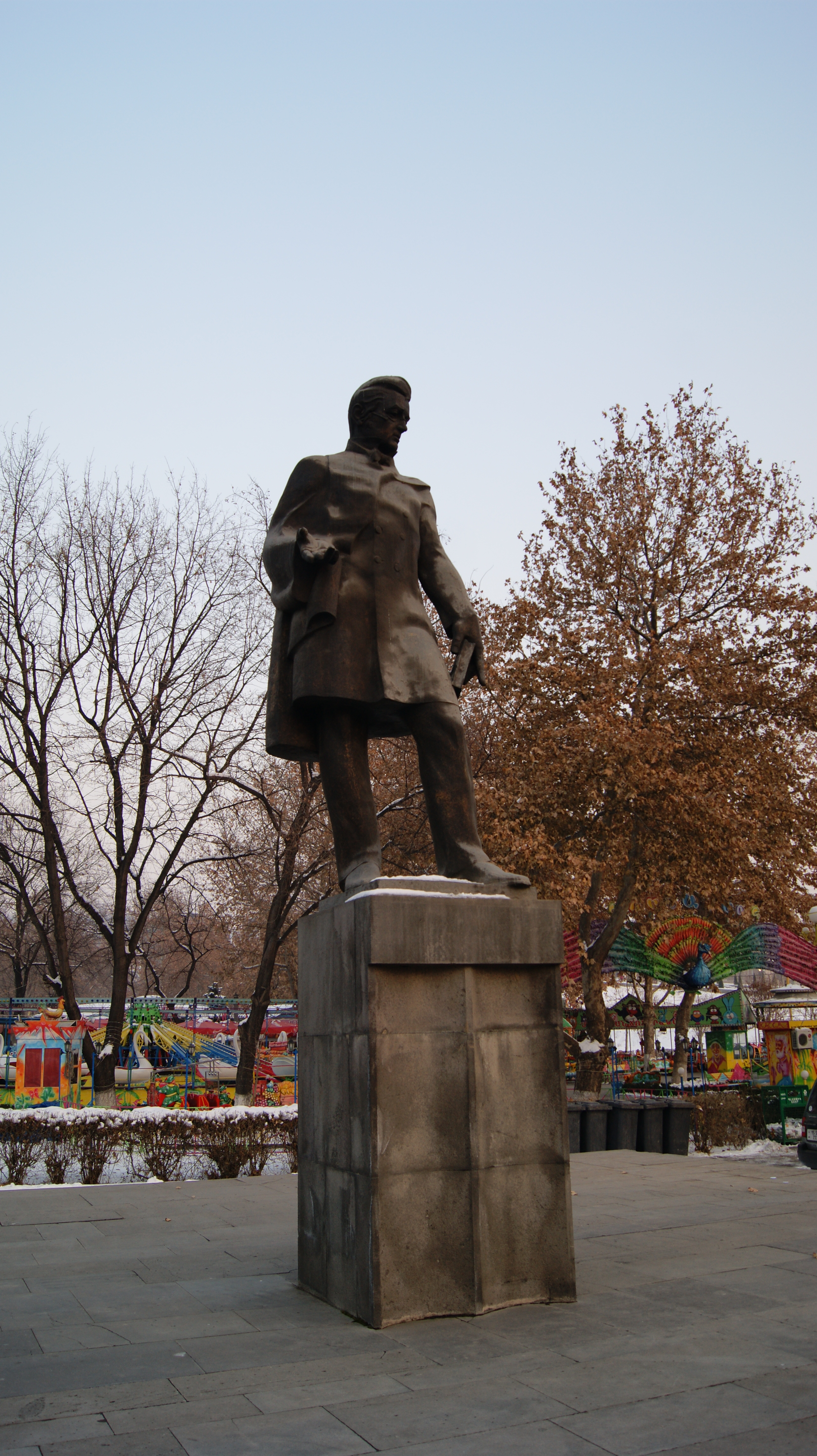
مجسمه یادبود الکساندر گریبایدوف
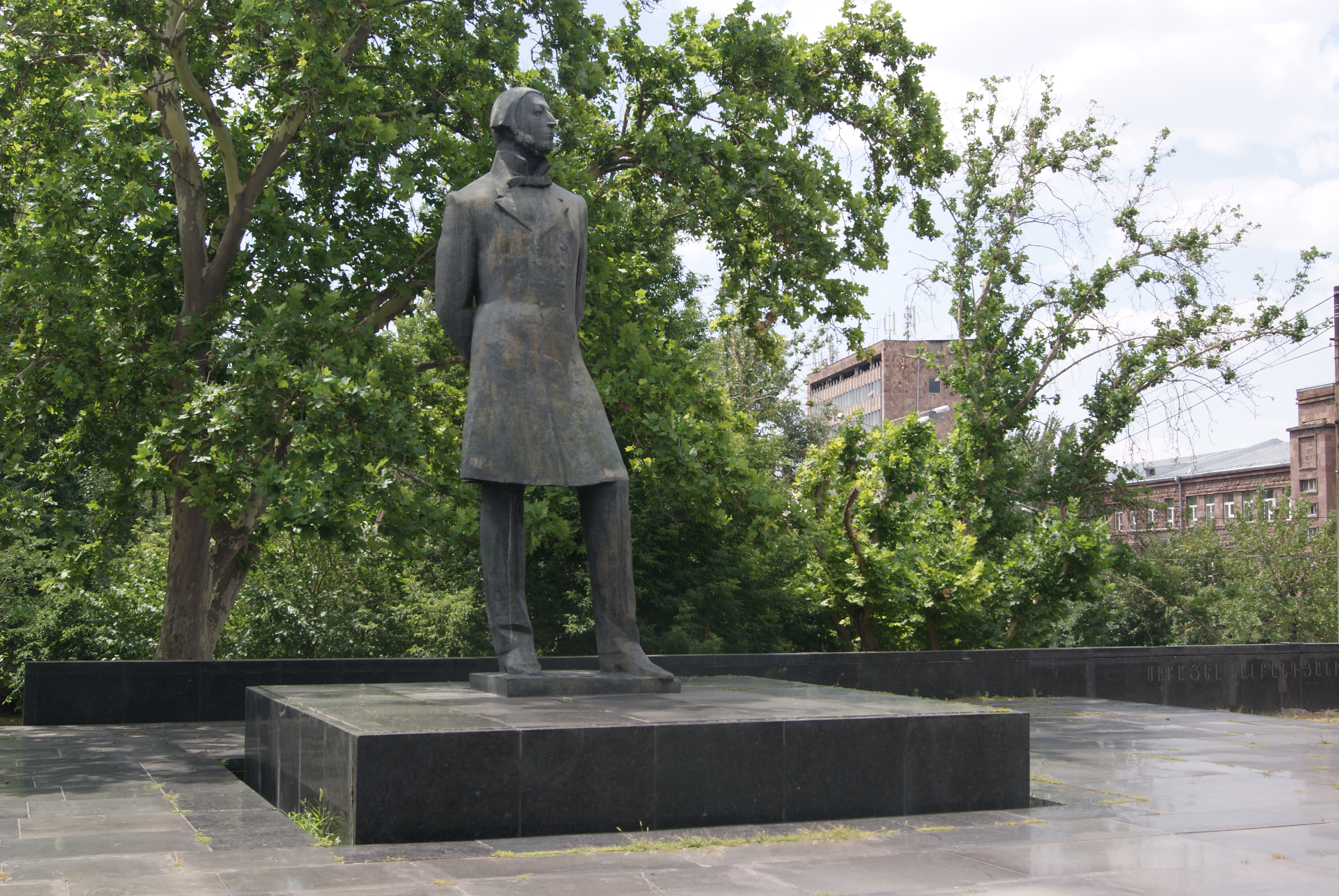
مجسمه یادبود میکائیل نالباندیان
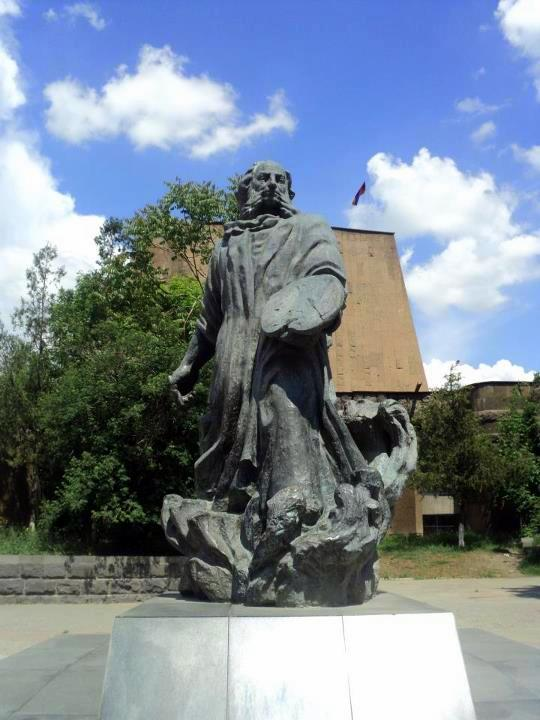
Հովհաննես Այվազովսկու հուշարձան
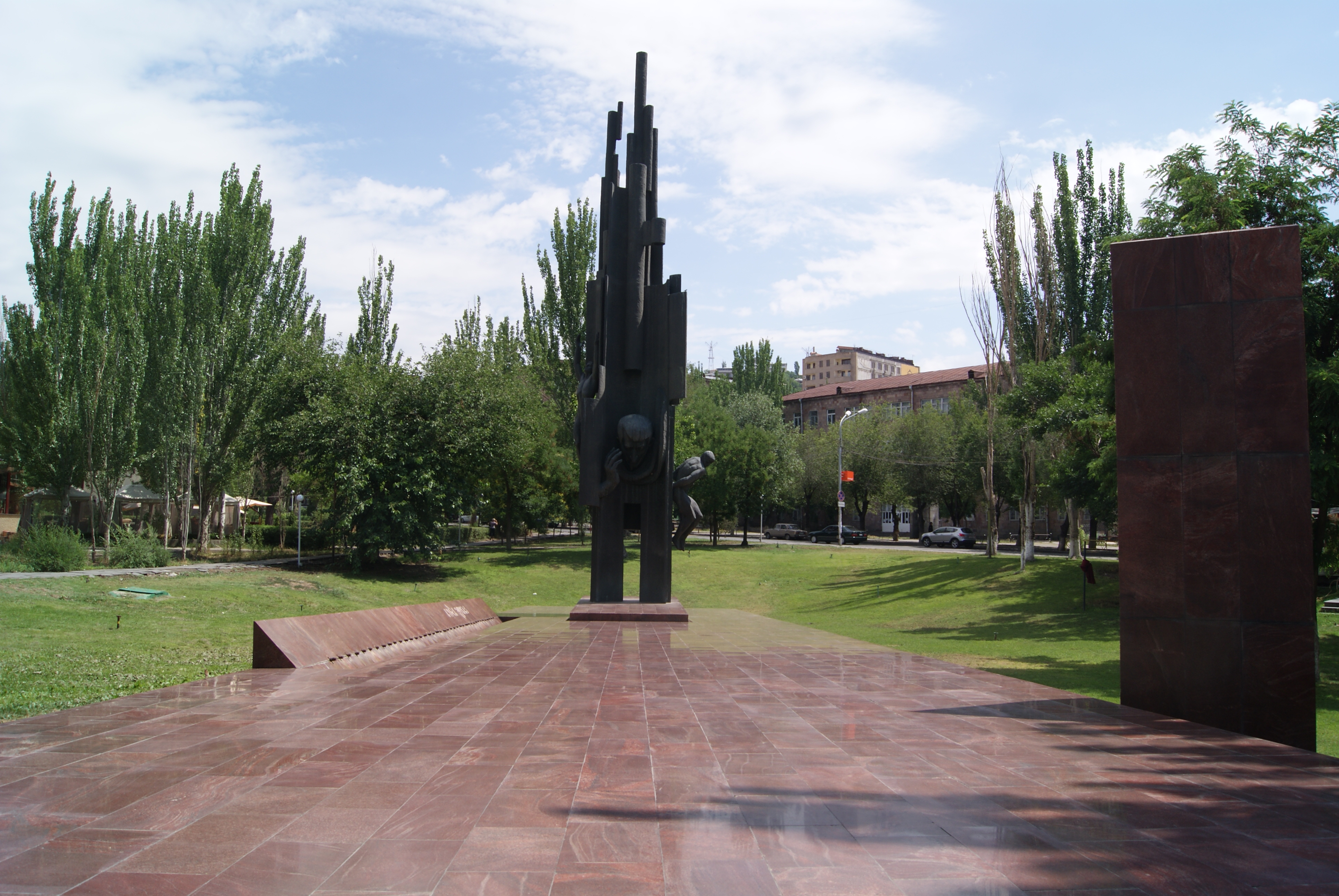
مجسمه یادبود یقیشه چارنتس
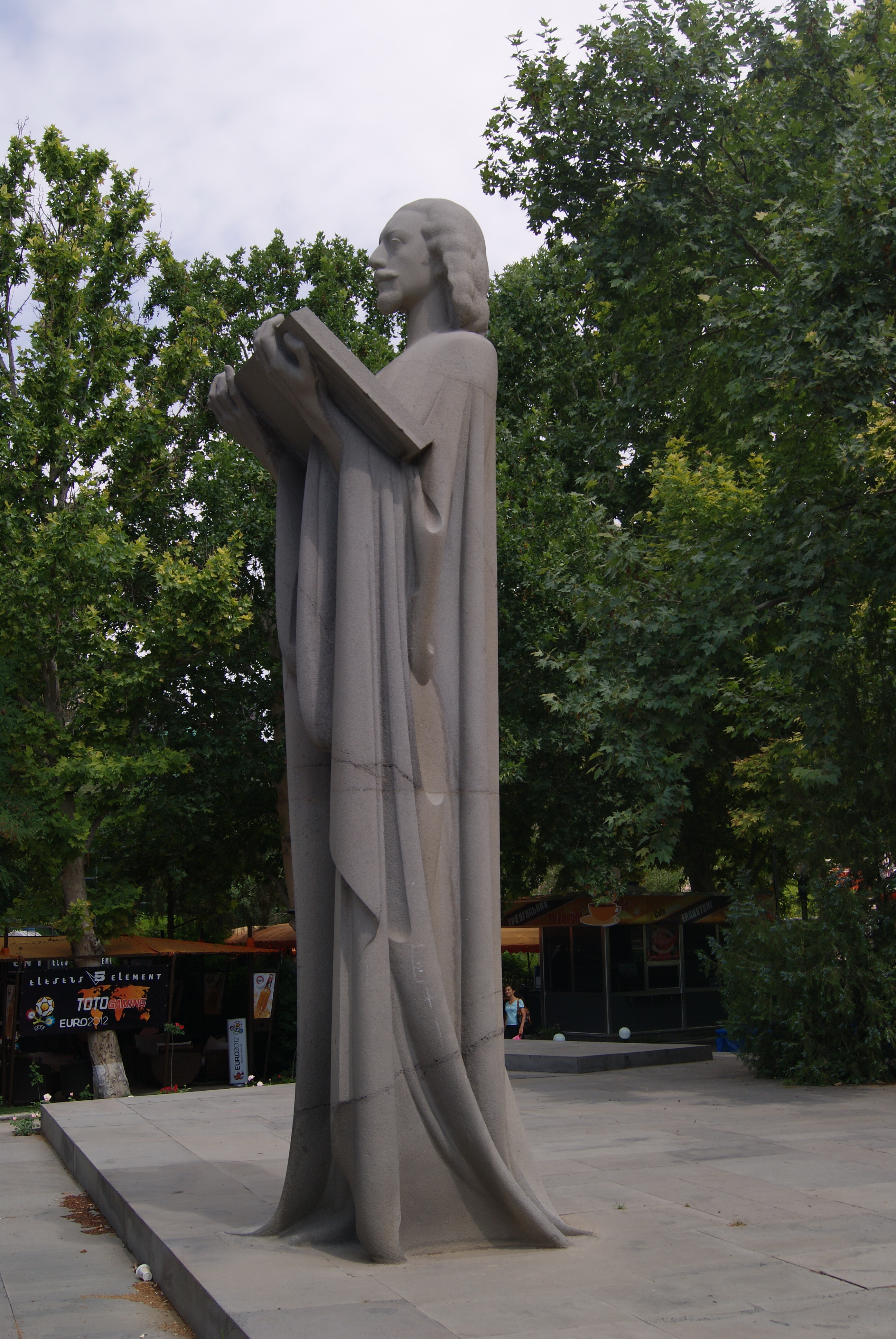
Արմեն Տիգրանյանի հուշարձան
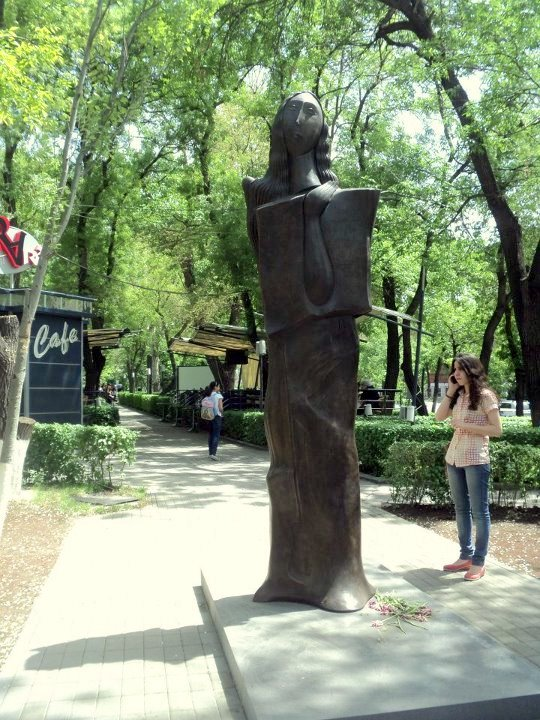
«Վարք հավերժության» քանդակ
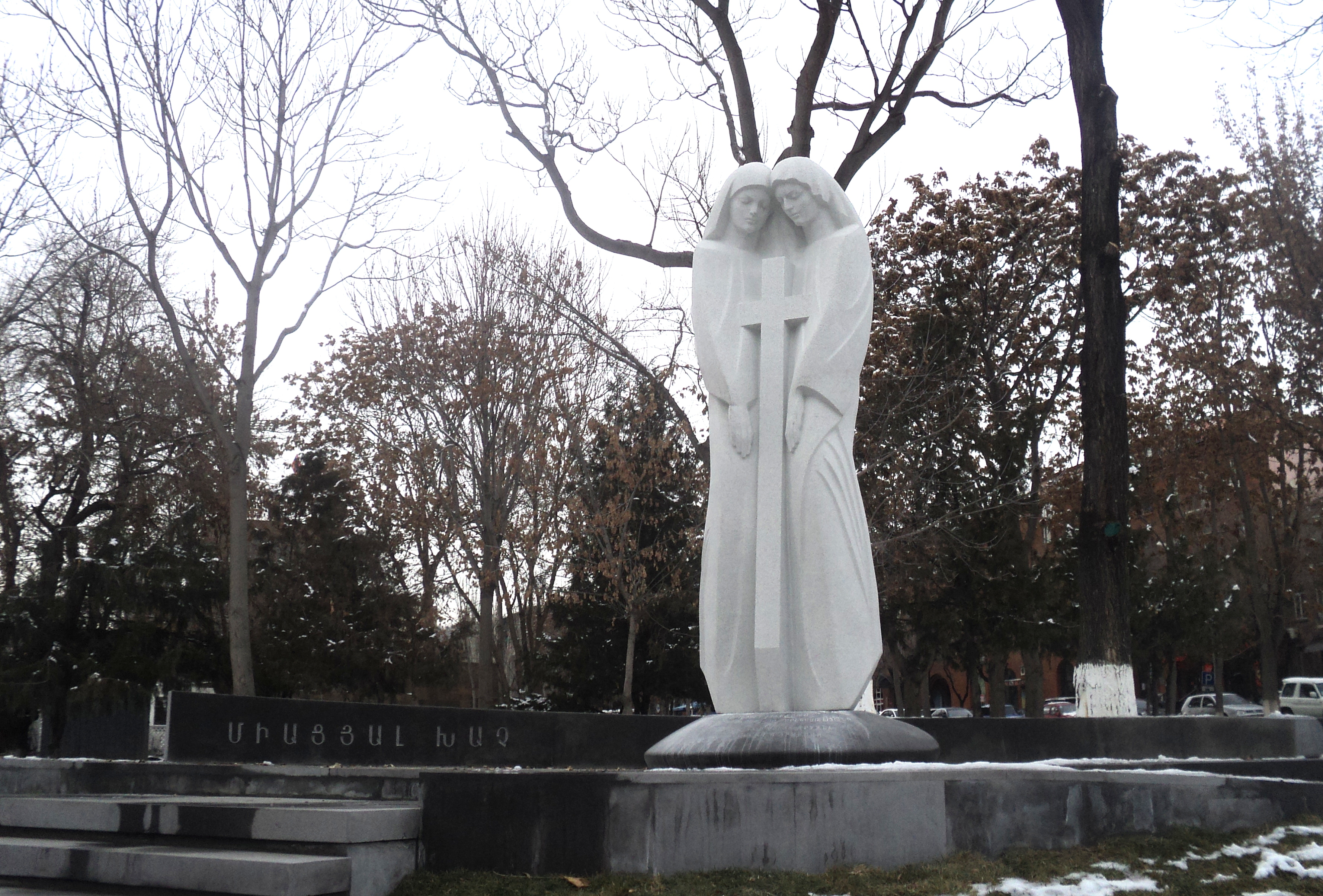
«Միացյալ խաչ» հուշարձան)
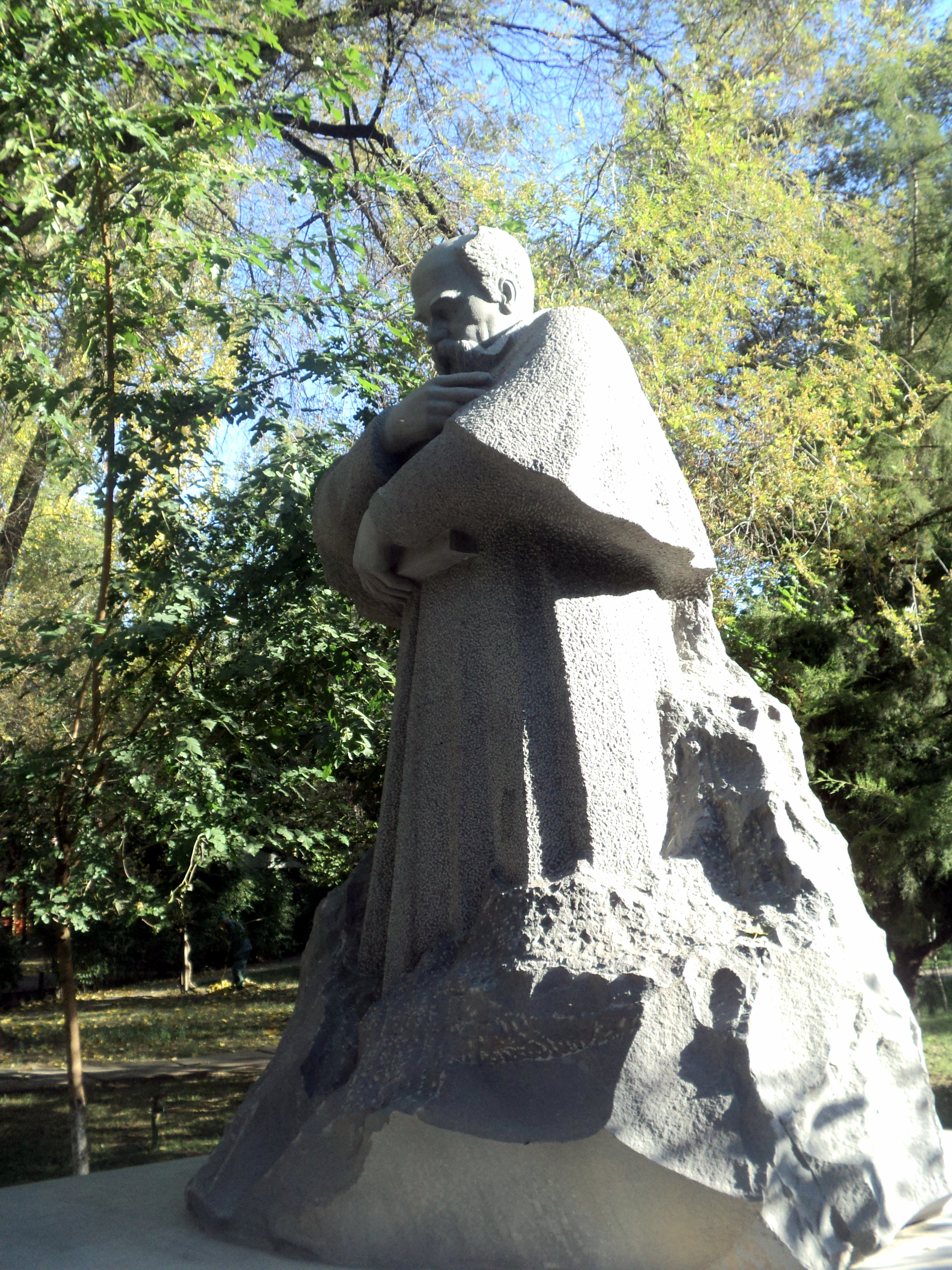
Տարաս Շևչենկոյի հուշարձան
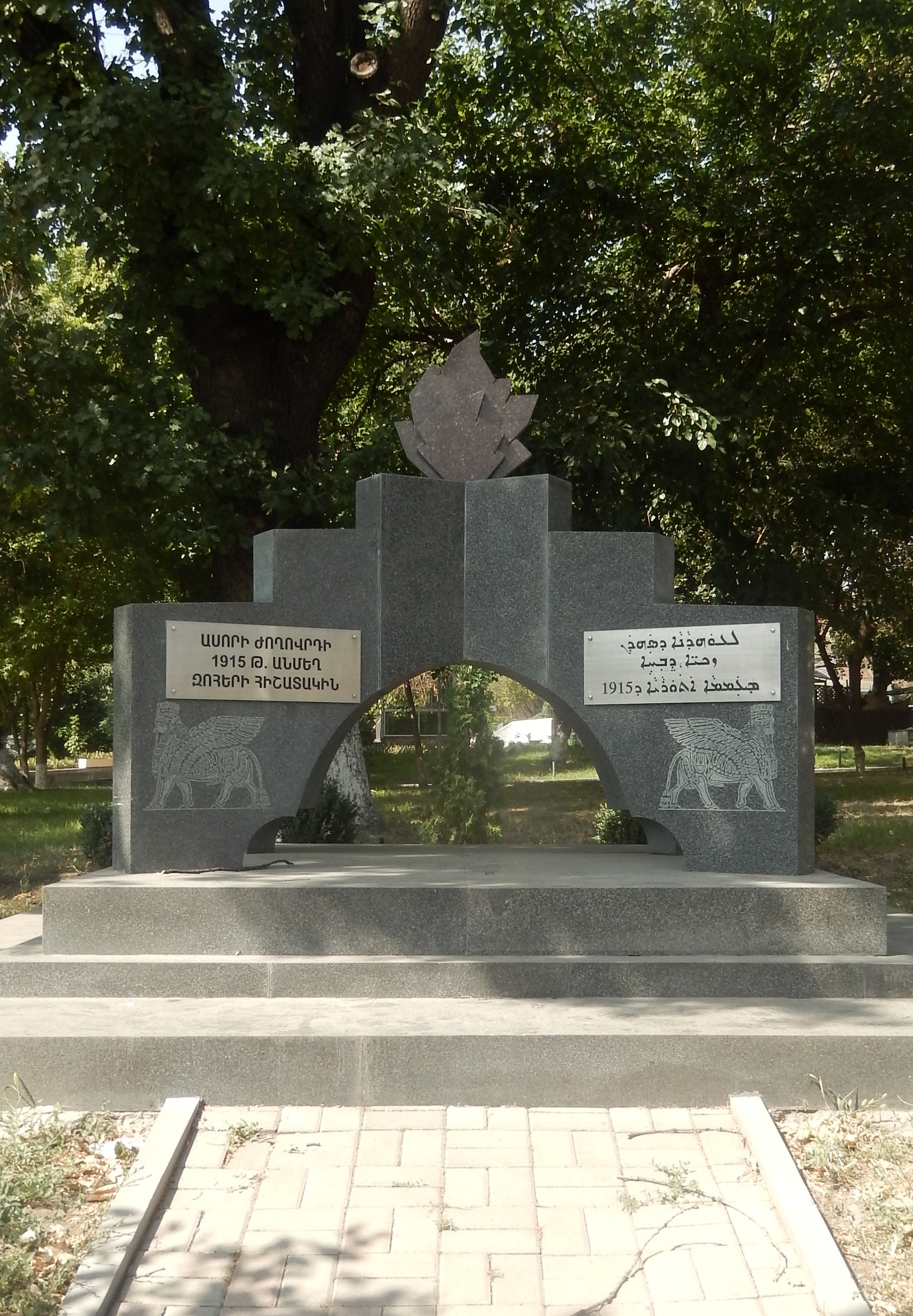
Ասորի ժողովրդի 1915 թ. անմեղ զոհերի հիշատակին նվիրված հուշարձան